# 熊焱
熊焱（1964年9月1日—），華裔美國人、美國陸軍退役少校，生於中國湖南省双峰县，為中國持不同政見者及八九民運的學生領袖之一，后加入美国国籍，曾为美軍駐伊拉克的隨軍牧師。目前已被中華人民共和國列為永禁入境的黑名單份子。

## 生平

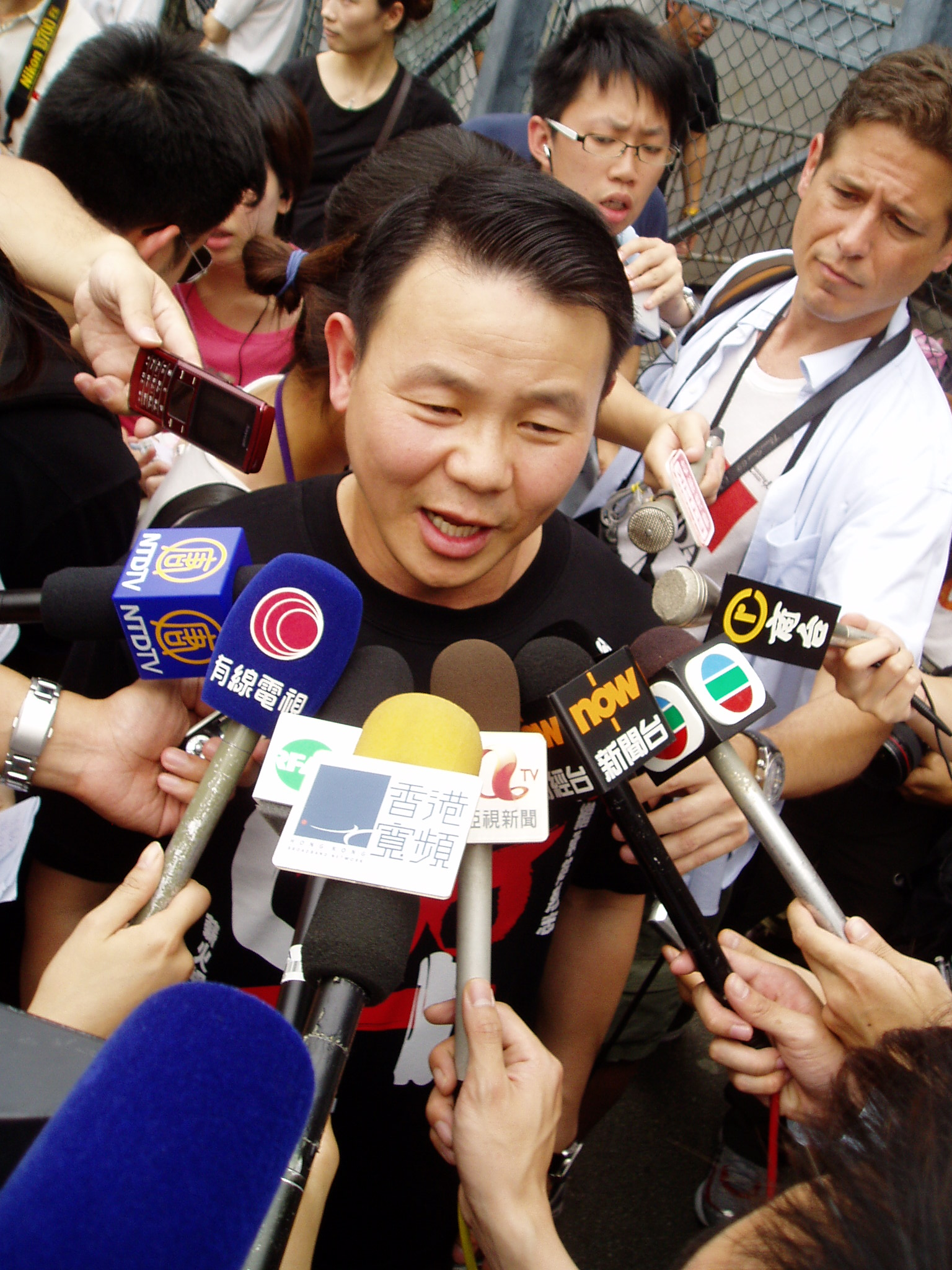
熊焱出席六四事件二十周年紀念活動時受到不少媒體的訪問

他曾为北京大学法律系代培研究生，於1985年加入中國共產黨，直至1989年六四事件爆發才退出黨籍。熊焱是六四事件中被北京市公安局列为二十一名学生领袖之一受到通缉。后来在内蒙古自治区被捕，1991年出狱。1992年通过特殊渠道到香港，同年流亡美国并加入教会，在马萨诸塞州波士頓戈登康维尔神学院進修神學，之後成為美国陆军的隨軍牧師，在伊拉克服役。2005年，熊焱對於由大紀元時報成員所發起的退出中國共產黨運動表示支持。
2009年5月，熊焱到訪香港參與六四事件二十週年紀念活動，是他自1992年逃離中國後，首次成功入境香港。
2014年，熊焱对自由亚洲电台发表谈话，要求改变中国政治制度，主张中国人要“非常严肃的抗争”。2015年，熊焱接受媒体采访并发表公开信，要求回中国探望病重的母亲。《环球时报》评论，“熊焱要求回国探母，这当中的亲情没人要否认。但熊焱以政治公开信的方式吸引西方主流媒体关注，制造压力，也在把亲情搞成迎合西方舆论兴奋点的政治表演。”因此在其转变态度前，无法获准到中国探亲。试图经香港进入内地，最终被香港方面拒绝入境，遣返美国。
2022年2月16日，熊焱现身纽约法拉盛，出席一個研討會，主席台背景的大字標語有“反对纽约设立六四纪念馆”字樣。
同年8月，熊焱在接受新唐人電視台『曉天訪談』節目關於以民主黨身份參選紐約第十選區的國會議員選舉之採訪時，比較完整地闡述了自己的反共立場、策略和競選的綱領，其中也談到司法部公開的文件，關於中共如何試圖干涉他的參選，也回應自己被報導參加『反對建立六四紀念館』的活動一事。他在訪談中也說因為所發生的事情讓他決定放棄中間路線，做真實的自己去參選。他接受美國之音中文網記者採訪時也回應了事情原委。他八月的民主黨初選中落敗：他僅贏得600多張選票，得票率不到1.5%。熊焱參選美國國會議員，堪稱是一大壯舉，他開創了中國政治流亡者參與美國政治的歷史。